# Borsa mediterranea del turismo archeologico
La Borsa Mediterranea del Turismo Archeologico è ideata ed organizzata dalla Leader srl, che dal 1998 si svolge a Paestum: obiettivo dell'iniziativa è promuovere i siti e le destinazioni di richiamo archeologico, favorire la commercializzazione, contribuire alla destagionalizzazione e incrementare le opportunità economiche e gli effetti occupazionali. Dal 2013 le suggestive location sono il Parco Archeologico, il Museo Nazionale e la Basilica Paleocristiana di Paestum. La Borsa è promossa da Provincia di Salerno, Regione Campania, Città di Capaccio Paestum e Parco Archeologico di Paestum. 
La Borsa Mediterranea del Turismo Archeologico e Archeo, la prima testata archeologica italiana che nel 2015 ha celebrato l'anniversario dei 30 anni, hanno inteso dal 2015 dare il giusto tributo alle scoperte archeologiche attraverso un Premio annuale, l'International Archaeological Discovery Award "Khaled al-Asaad" assegnato in collaborazione con le testate internazionali, tradizionali media partner della BMTA: Antike Welt (Germania), as. Archäologie der Schweiz (Svizzera), Current Archaeology (Regno Unito), Dossiers d'Archéologie (Francia); dal 2020 anche con British Archaeology (Regno Unito). Il Premio è intitolato a Khaled al-Asaad, il Direttore del sito archeologico di Palmira che ha pagato con la vita la difesa del patrimonio culturale. È l'unico riconoscimento mondiale dedicato al mondo dell'archeologia e in particolare ai suoi protagonisti, gli archeologi.
L'edizione del 2020 è stata posticipata al 2021 causa limitazioni dovute alla pandemia da COVID-19

## Edizioni
| Anno | Ed. | Date                      | Dettagli edizione             | Premio Paestum Archeologia "Mario Napoli" | International Archaeological Discovery Award                                                                                                   |
| ---- | --- | ------------------------- | ----------------------------- | --- | --- |
| 1998 | 1a  | 12-14 novembre            | -                             | - | - |
| 1999 | 2a  | 4-7 novembre              | -                             | - | - |
| 2000 | 3a  | 9-12 novembre             | ospite ufficiale: Egitto      | - | - |
| 2001 | 4a  | 8-11 novembre             | ospite ufficiale: Marocco     | - | - |
| 2002 | 5a  | 7-10 novembre             | ospite ufficiale: Tunisia     | - | - |
| 2003 | 6a  | 6-9 novembre              | ospite ufficiale: Siria       | - | - |
| 2004 | 7a  | 18-21 novembre            | ospite ufficiale: Francia     | - | - |
| 2005 | 8a  | 17-20 novembre            | ospite ufficiale: Algeria     | Asma al-Asad, Roberto Giacobbo, Paolo Matthiae | - |
| 2006 | 9a  | 16-19 novembre            | ospite ufficiale: Grecia      | Mounir Bouchenaki, Alessandro Cecchi Paone, Zahi Hawass | - |
| 2007 | 10a | 15-18 novembre            | ospite ufficiale: Libia       | Piero Angela, Riccardo Chiaberge, Colin Renfrew | - |
| 2008 | 11a | 13-16 novembre            | ospite ufficiale: Perù        | Alberto II di Monaco, Jawdat Khoudary, Folco Quilici, Giovanni Nistri                                                                                                 | - |
| 2009 | 12a | 19-22 novembre            | ospite ufficiale: Portogallo  | Emanuele Greco, Taleb Rifai | - |
| 2010 | 13a | 18-21 novembre            | ospite ufficiale: Cambogia    | Azedine Beschaouch, Carlo Gambalonga, Louis Godart | - |
| 2011 | 14a | 17-20 novembre            | ospite ufficiale: Turchia     | Adriano La Regina, Ahmed Mahjub, Valerio Massimo Manfredi | - |
| 2012 | 15a | 15-18 novembre            | ospite ufficiale: Armenia     | Francesco Bandarin, Andrea Carandini, Mario Tozzi | - |
| 2013 | 16a | 14-17 novembre            | ospite ufficiale: Venezuela   | Mai bint Mohammed Al Khalifa, Archaeological Institute of America, Viviano Domenici                                                                                   | - |
| 2014 | 17a | 30 ottobre - 2 novembre   | ospite ufficiale: Azerbaigian | Franck Goddio, Rai Cultura, Dipartimento di Antichità Greche, Etrusche e Romane del Museo del Louvre                                                                  | - |
| 2015 | 18a | 29 ottobre - 1 novembre   | ospite ufficiale: India       | Gruppi Archeologici d'Italia, Museo del Bardo di Tunisi, Fondazione Museo delle Antichità Egizie di Torino, Francesco Rutelli                                         | Tomba di Amphipolis – Verghina, Macedonia (Grecia), Katerina Peristeri                                                                         |
| 2016 | 19a | 27 ottobre - 30 ottobre   | edizione dedicata a Palmira   | Silvia Costa, Stefano De Caro, INRAP | Tomba celtica - Lavau (Francia), INRAP |
| 2017 | 20a | 26 ottobre - 29 ottobre   | -                             | Antonia Pasqua Recchia | Grande città dell’Età del Bronzo - Bassetki, Kurdistan, (Iraq), Peter Pfälzner                                                                 |
| 2018 | 21a | 15 novembre - 18 novembre | -                             | Irina Bokova, Paolo Verri, Sackona Phoeurng | La "Piccola Pompei Francese" - Vienne (Francia), Benjamin Clément                                                                              |
| 2019 | 22a | 14 novembre - 17 novembre | -                             | Council for British Archaeology, Giovanni Nistri, Sebastiano Tusa, UNPLI                                                                                              | Il più antico relitto intatto del mondo - Mar Nero (Bulgaria), MAP                                                                             |
| 2020 | -   | -                         | -                             | - | I dieci rilievi rupestri assiri - Kurdistan (Iraq), Daniele Morandi Bonacossi                                                                  |
| 2021 | 23a | 25 novembre - 28 novembre | -                             | Dana Firas, Lina Mendoni, Enrico Ducrot, Willy Fassio, Maurizio Levi, ICOM Italia, ICOMOS Italia, Archeoclub d’Italia                                                 | Centinaia di sarcofagi nella necropoli di Saqqara (Egitto)                                                                                     |
| 2022 | 24a | 27 ottobre - 30 ottobre   | -                             | Associazione della Stampa Estera in Italia, Musei Vaticani, Museo Archeologico di Reggio Calabria, Pontificia Commissione di Archeologia Sacra, Touring Club Italiano | La scoperta della “città d’oro fondata da Amenhotep III, riaffiorata dal deserto in Egitto" - (Egitto) , Zahi Hawass                           |
| 2023 | 25a | 2 - 5 novembre            | -                             | Gianfranco Ravasi, École française de Rome, Parco Archeologico del Colosseo, Parco Archeologico di Pompei                                                             | Le 24 statue di bronzo di epoca etrusca e romana, riaffiorate dal fango a San Casciano dei Bagni (provincia di Siena) (Italia), Jacopo Tabolli |
| 2024 | 26a | 31 ottobre - 3 novembre   | -                             | Acropolis Museum, Fondazione Mont’e Prama | A Londra nel quartiere di Southwark i resti di un mausoleo romano - (Regno Unito), MOLA                                                        |
| 2025 | 27a | 30 ottobre - 2 novembre   |                               | | |